# ノヴィ・グラード (スルプスカ共和国)
ノヴィ・グラード（セルビア語: Нови Град,ボスニア語: Novi Grad,クロアチア語: Novi Grad）またはボサンスキ・ノヴィ（セルビア語: Босански Нови,ボスニア語: Bosanski Novi,クロアチア語: Bosanski Novi）はボスニア・ヘルツェゴビナを構成する構成体のうちスルプスカ共和国に属する町および基礎自治体で、ボスニア・ヘルツェゴビナ北西部のボサンスカ・クライナ地方北部に位置する。町はサナ川とウナ川に沿ってグルメツ山（Grmec）とコザラ山（Kozara）との間にあり、川で国境と接し対岸はクロアチアの町ドヴォルである。今日、ノヴィ・グラード自治体は8,500世帯、30,000人の人口を有する。

## 地名
ボスニア・ヘルツェゴビナ紛争時、地名が現在のノヴィ・グラードに変わったが公式にはボサンスキ・ノヴィかシンプルにノヴィで知られている。ボスニア・ヘルツェゴビナ政府は自治体の名称をノヴィ・グラード、ボサンスキ・ノヴィの両方を使用し、スルプスカ共和国政府はノヴィ・グラードの名称を使用している。

## 歴史
ボサンスキ・ノヴィが最初に言及されたのは1280年で、「新しい町」を意味するローマ名であるカストリュウム・ノヴュウム（Castrum Novum）であった。オスマン帝国支配後のオーストリア＝ハンガリー帝国支配下であった1895年、公式に町の名はボサンスキ・ノヴィとされた。当時のボサンスキ・ノヴィには典型的なボスニア人が550世帯、3,300人暮らしていた。ウナ川とサナ川には木造の橋が架けられ、住民たちは荒れる春や洪水に警戒しなければならなかった。1906年にはそのようなことから、ウナ川にはシンボルである岸壁が築かれている。1872年にはボスニアの町では初の鉄道の駅が開業し、他のボサンスカ・クライナ地方の町に比べ文化や経済において有利な点であった。同時期には最初の病院も設立されている。ボスニア紛争後、ボサンスカ・コスタイニツァがノヴィ・グラードから分離している。

## 地区
Ahmetovci • Blagaj Japra • Blagaj Rijeka • Blatna • Bosanska Kostajnica • Bosanski Novi • Cerovica • Crna Rijeka • Čađavica Donja • Čađavica Gornja • Čađavica Srednja • Ćele • Devetaci • Dobrljin • Donje Vodičevo • Donji Agići • Donji Rakani • Gornja Slabinja • Gornje Vodičevo • Gornji Agići • Gornji Rakani • Grabašnica • Grdanovac • Gumnjani • Hozići • Johovica • Jošava • Kalenderi • Kršlje • Kuljani • Lješljani • Mala Krupska Rujiška • Mala Novska Rujiška • Mala Žuljevica • Maslovare • Matavazi • Mazić • Mrakodol • Mraovo Polje • Petkovac • Petrinja • Pobrđani • Podoška • Poljavnice • Prusci • Radomirovac • Rakovac • Rašće • Ravnice • Rudice • Sokolište • Suhača • Svodna • Tavija • Trgovište • Vedovica • Velika Rujiška • Velika Žuljevica • Vitasavci • Zovik.

## 人口動態・民族構成
| ノヴィ・グラード自治体の人口 |                   |                   |                   |
| 民族                         | 1991年.           | 1981年.           | 1971年.           |
| セルビア人                   | 25,101人 (60.24%) | 25,098人 (59.55%) | 28,328人 (68.73%) |
| ボシュニャク人               | 14,040人 (33.69%) | 11,745人 (27.87%) | 11,625人 (28.20%) |
| クロアチア人                 | 403人 (0.96%)     | 458人 (1.08%)     | 640人 (1.55%)     |
| ユーゴスラビア人             | 1,557人 (3.73%)   | 4,428人 (10.50%)  | 366人 (0.88%)     |
| その他・不明                 | 564人 (1.35%)     | 413人 (0.98%)     | 257人 (0.62%)     |
| 合計                         | 41,665人          | 42,142人          | 41,216人          |